# ウェットワークス
『ウェットワークス』(Wetworks)は漫画家のウィルス・ポータシオと漫画原作者のブランドン・チョイ(Brandon Choi)によるアメリカン・コミック・シリーズである。4年間続いたものの未完のまま1998年に終わり、その後ライターのマイク・ケアリー(Mike Carey)と作画担当に復帰したポータシオによるセカンド・シリーズが2006年に開始され2008年で終了している。
黄金の共生体と融合した隠密作戦部隊に属する兵士達の、超自然的存在の勢力との闘いの物語である。

## 出版歴
1992年の発刊当初はイメージ・コミックスの中核の一作品となる予定だったが、1994年にポータシオの姉妹の病死によりシリーズは中断した。ジム・リーのワイルドストーム社(WildStorm)を通してのイメージ社からの再度の請願の末、1994年から1998年までの間にオリジナル・シリーズの全43号が刊行された。1～3号は1冊のトレード・ペーパーバック(Trade paperback)にまとめられ、1996年にイメージ・コミックス / ワイルドストーム社より出版されている。
2006年にケアリーとポータシオが同タイトルを再開させた。超自然的存在勢力との戦闘を継続するため、古参のマザー＝ワン(Mother-One)を除く全メンバーを一新したウェットワークス・ティームを再結成したオリジナル・ティームリーダー デイン(Dane)の姿が描かれた。制作班は第10号からはポータシオがカヴァー・アーティストとして残留し、ライターはJ.M.デマティーズ(John Marc DeMatteis)、アーティストはジョエル・ゴメス(Joel Gomez)とトレヴァー・スコット(Trevor Scott)へと替わっている。この新シリーズは第15号をもって休刊となった。
ウェットワークスはクロスオーバー作品『ワイルドストーム：アルマゲドン』(Wildstorm: Armageddon)内の一篇として単発での再登場を果たしているが、続くワールズ・エンド編(World's End)において再スタートしたシリーズには加えられなかった。

## プロット
ウェットワークスは最初のティーム７(Team 7)のメンバーだったジャクソン・デイン大佐によって率いられる、ティーム７から任命されたワイルドストーム・ユニヴァースにおける秘密活動部隊である。シリーズ第1巻においてティーム７はI/O(International Operations)の指揮官マイルズ・クレイヴンによって(自爆)作戦に投じられた。東欧のラーンズ半島のテロリスト包領へ侵入し、占有されている生体的作用物を奪取することがその任務であった。ティームは目標地に達するや否や、彼らの前に何者かによって領地が急襲されていることに気が付いた。調査を進めていると、ティームは謎の金色の流体が入った数個の大きな透明のチューブを発見する。その瞬間、彼らの運んできた爆弾が遠隔操作によって起動し、残り時間10分の表示とともにカウントダウンを開始した。ことここに至ってティームは裏切られたことを悟った。
ティーム・メンバーのクレイトン"クレイモア"・モールが調べていたチューブのうちの1つを、隠れていた狙撃手が銃撃した。チューブが破壊されると、中の金色の液体はまるで生きているかのようにクレイモアへと跳びかかり彼の全身を覆ってしまった。それではまだ不充分であったのか、彼らは数名のテロリストから攻撃を受けた。テロリスト達は一斉射撃を始めたが、弾丸は黄金で覆われたクレイモアのボディーに弾かれていった。刻々と迫る爆破時間に、デイン大佐は爆発に対するティームの防護策として金色の共生体を利用するため、残っているチューブの開放を決断する。
大爆発によってテロリストの領地は壊滅したが、ティーム7は炎の中から無傷で現れた。3機の航空機にて領空に進入し、生き残っているティーム・メンバーを始末するようI/Oの掃討部隊に命令が下ったのはその時だった。掃討軍地上班のリーダー マザー＝ワンはI/Oから寝返ると、2機の航空機を自身が破壊される前に撃墜した。いかようにして彼女がそれを取得したかは明示されなかったが、マザー＝ワンもまた金色の共生生物をその身に纏っていた。
マザー＝ワンは、クレイヴンとI/Oによる裏切りと、彼女が自分のボスである実業家のアーマンド・ウェリングにティーム7との随行を求められていたことを彼等に説明した。
デイン大佐はしぶしぶ事実を受け入れ、彼らはアーマンド・ウェリングの下で活動を始めた。ウェリングは彼らに、人類から世界支配権の奪取を企むヴァンパイアネイションを絶滅させたいと語っていた。だが彼は、実は自身がウェアネイションのリーダー ジェイカーであることをティームに伏せていた。 
ウェットワークスは、アンデッドとの緒戦でフラットトップとクロスボーンズの2名のメンバーを失う。のちにピルグリムの兄弟であるナサニエル・ブラックバードが入隊したが、そのブラックバードとピルグリム(彼女自身も知らなかったが)の両方がウェアウルフであることが判明した。ドウザーとクレイモアを含む、分隊の何人かのメンバーがその後の主要な任務にて死亡し、そしてウェットワークスは解散となった。近年ではデインは、実際には別のスーパー・ティームによって引き起こされた失態が原因の、異次元からの勢力の流入に対応するためにティームを現役へと復帰させている。

### ワールズ・エンド
ミニシリーズ『獣の数字 / ナンバー・オブ・ザ・ビースト』(Number of the Beast)で地球に大規模な破壊がもたらされた後に、元ティーム7のヘッドであったジョン・リンチ(John Lynch)は、地球を荒廃から逆転させ元の状態へと回復させる試みのため、デインとウェットワークスとにティームへ再加入するよう説得した。
しかしもはや容易に解決するとは考えられないデインは、彼の提案を拒否してウェットワークスにヴァンパイアから人類を防衛する任務を課すことを選択した。

## 登場人物

### オリジナル・シリーズ・メンバーズ
- クレイモア (クレイトン・H・モール)
- クロスボーンズ (ニコラス・A・ジョーンズ)

第3話にて戦死
- デイン (ジャクソン・マイケル・デイン)

オリジナル・ティーム7・メンバー / 再活性化したデインのジェン＝ファクター(Gen-Factor)は、彼の共生生物との固着を防ぎ保護する。
- ドウザー (ジョセフ・H・メンドーサ)

増強された体力・体格に加え、周囲の状況に関する知覚情報を提供するエナジーORBs(Orbital Reconnaissance/Battle-spheres)を有する。
- フラットトップ (ジェイソン・C・フィリップス)

第3話にて戦死
- グレイル (Grail / サルヴァドール・ジョエル・アロンディ)

エナジー・ビーイング(Energy Being) / エナジーのシールド化および射出の他、エナジー戦闘兵器を創り出すために自身の形態を拡張できる。
- ジェスター (コード・デクスター・ルモアーヌ)

恒常的な金属液体化や身体変形能力があり、食事や睡眠を必要としない。
- マザー＝ワン (レイチェル・L・ローズ)

サイボーグ / 実戦的レーザー防護システムを持つ。
- ピルグリム (マリッツァ・ブラックバード)

抑制ウェアウルフ / 不可視化や限定的時間移動が可能。
- ブラックバード (ナサニエル・ブラックバード)

ウェアウルフ / 感覚・体力・反射神経および敏捷性が高められている。

### セカンド・シーズン・メンバーズ
- デイン (ジャクソン・マイケル・デイン)
- マザー＝ワン (レイチェル・L・ローズ)
- レッド (パーセファニ)
- ダストウォーカー (アブ-デス)

## 選集
ファースト・シリーズからは第1巻のみがリリースされている。
- 『ウェットワークス：リバース』

1～3話収録 96ページ イメージ・コミックス/ワイルドストーム刊 1996年10月発行 ISBN 1-887279-33-4
新シリーズのTPBは第2巻までの刊行となっている。
- 『ウェットワークス：ブック1』

1～5話およびショート・ストーリー2編追加収録 136ページ ワイルドストーム刊 2007年10月発行ISBN 978-1-4012-1375-6
- 『ウェットワークス：ブック2』

6～9話および13～15話収録 160ページ ワイルドストーム刊 2008年1月発行 ISBN 978-1-4012-1639-9

## 他メディア
当作品のアクションフィギュアが1995年と1996年にそれぞれ〔シリーズ1〕 / 〔2〕としてマクファーレン・トイズ(McFarlane Toys)より発売された。 

## 参照
1. ↑  DC Comics
2. ↑  “Spawn.Com >> Toys >> Comics >> Wetworks Series 1”. 2010年5月21日閲覧。
3. ↑  “Spawn.Com >> Toys >> Comics >> Wetworks Series 2”. 2010年5月21日閲覧。